# 犬養毅
犬養毅（日语：〔〕／ Inukai Tsuyoshi，1855年6月4日—1932年5月15日），幼名仙次郎，號木堂、子遠，日本山陽道備中國賀陽郡川入村（今岡山縣岡山市北區）人，內閣總理大臣兼內務大臣與外務大臣。

## 生平概要
犬养毅是備中国賀陽郡庭瀬村（今岡山縣岡山市北區）的武士家族，长官犬飼源左衛門之次子，犬養一姓为日后所改。曾在二松学舎就学。庆应义塾肄业。

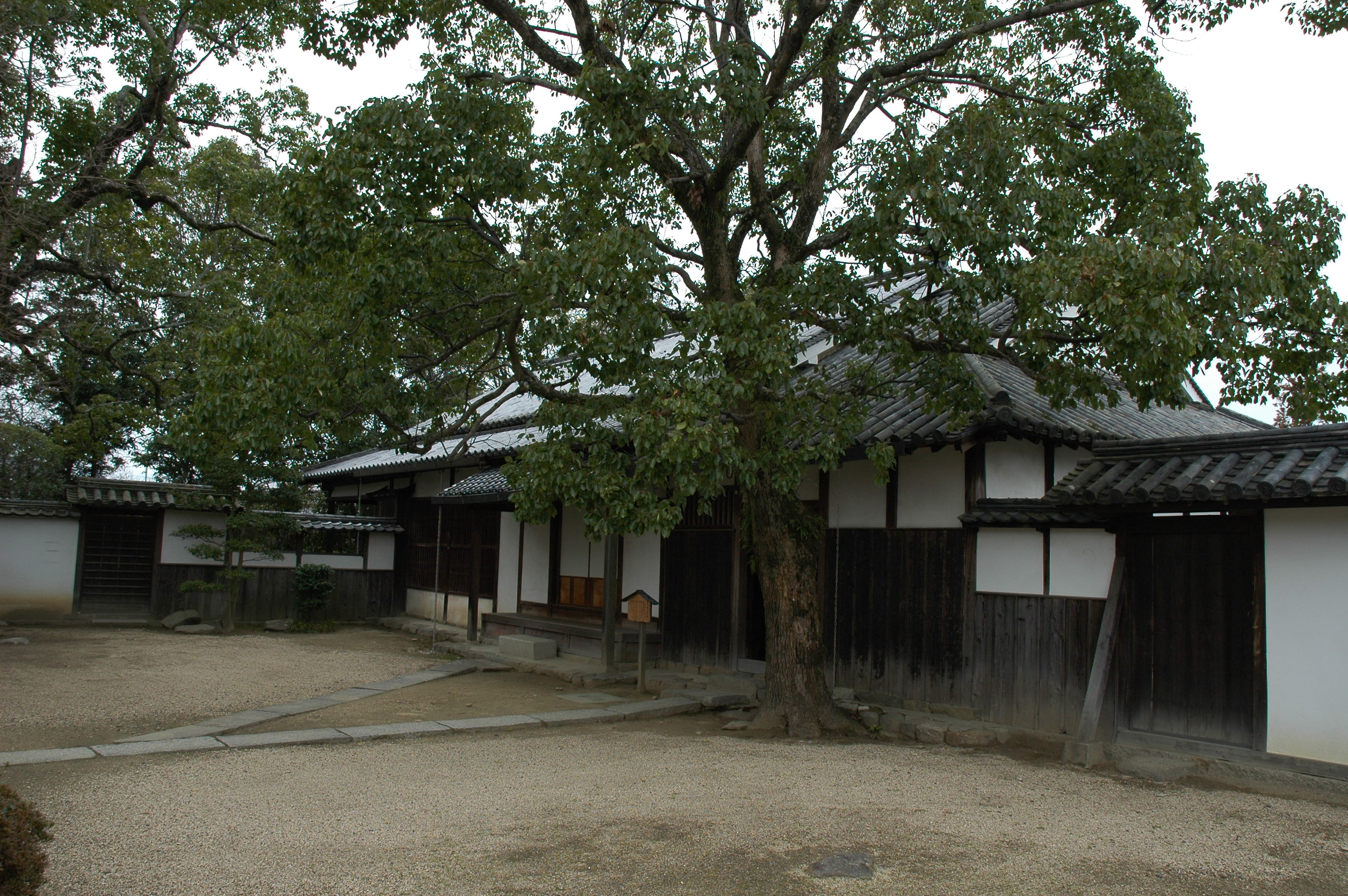
犬養毅出生的地方(老家)

犬养毅曾作为《郵便報知新聞》（后称報知新聞）的记者从军采访西南战争。有说法称，当时广泛流传的、关于拔刀队一边喊着“戊辰的复仇”一边突击的故事，即来自于犬养的报道。后又成为《東海经济新報》记者。1882年，入大隈重信组织的立憲改進党。1890年当选第一批众议院议员，之后42年间连续18回当选，次数仅次于尾崎行雄。作为中国地方出身的议员，曾组织成立中国進步党，与立憲改進党属同一政治派系。后致力于两党合并。
1898年，第1次大隈重信内閣的文部大臣尾崎行雄因共和演説事件辞职，犬养继任其职，首次入阁。由于1913年在第一次护宪运动中为推翻当时的桂太郎内阁（第三次）发挥了重大作用，与尾崎行雄被并称为“宪政之神”（憲政の神様）。但是，由于在运动中其所属的立憲国民党因致力于打倒桂太郎而在势力上被严重削弱，以致改组为革新俱乐部。之后犬养不得不一直领导这样的小政党进行活动，饱尝从政的辛酸。除政治外，还曾任神戸中華同文学校的名誉校长。
犬养毅于山本权兵卫内閣（第二次）中任文部大臣并兼递信大臣（邮政大臣）。之后，于第二次护宪运动以后成立的加藤高明内阁中亦出任递信大臣。此时的犬养意识到，作为小政黨能取得如此地位可能已是极限，于是决定让立宪政友会吸收他所领导的革新俱乐部，自己也准备从政界引退。但是，社会上並不支持其引退之打算。犬养后在家乡支持者的推举下被迫参加众议院选举，并当选。政友会总裁田中义一死后，会内就继任总裁的人选产生争执。在一些干部的请求声中，犬养于1929年出任立宪政友会第六任总裁。1930年因伦敦海军条约问题，曾与鸠山一郎以签约干涉军部统帅权为由一起向政府发难。这个事件让军部认识到可以以统帅权干涉为借口，为之后犬养毅的遇刺埋下了伏笔。
1931年12月，立宪民政党的若槻礼次郎内阁倒台，犬养作为反对党总裁被授命组阁，出任日本第29任内阁总理大臣。时值全球范围的经济大萧条，军队又武力侵占了中国东北省份，日本内外形势十分复杂、混乱。他任命高桥是清为大藏大臣（即财政部长），禁止黄金输出，以积极的财政政策对抗经济危机。但因削减军费而得罪军部，进而为自己日后被军人刺杀埋下诱因。又命自己的女婿芳泽谦吉为外相，在容易受军部影响的外交政策方面也确立了领导权。
犬养任职期间，日本国内激进民族主义势力十分猖狂，先后制造樱田门事件、血盟团事件等恐怖事件。1932年5月15日，海军激进军人经密谋后袭击首相官邸（史称五一五事件），将犬养毅乱枪打死。享年76岁。

## 人物像
舆论对犬养毅大致毁誉参半。第一次护宪运动中与尾崎行雄被并称“宪政之神”，东京朝日新闻的记者中野正刚褒美二人称：咢堂之雄辩令玉珠转于盘上，木堂之演说若霜夜聞松籁（“咢堂が雄弁は珠玉を盤上に転じ、木堂が演説は霜夜に松籟を聞く”，咢堂为尾崎行雄的号）。据说，犬养毅的演说思路明晰，不讲废话，其魄力令听者无不感到背后发冷。可是，同样是犬养毅，却亦落得过“变节者”的骂名。当时，他曾呼吁宪政会与政友会联合提案不信任寺内正毅内阁。然而，由于政友会總體反對不信任案，此种吁请实际上是在挖苦两党在政治上的互相攻讦。之后，又将围绕政权问题态度上摇摆不定的宪政会晾在一旁，直接解散众议院，嚴重打擊宪政会之总选举。此外，竟然还应寺内正毅邀请，加入了其内阁的临时外交调查委员会。

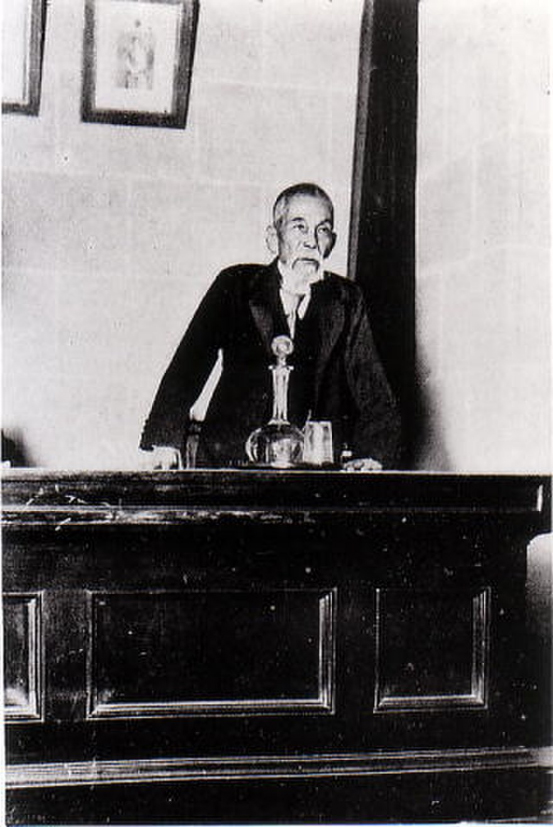
正在进行演讲的犬养毅（时任政友会总裁）

尽管犬养也曾在山本权兵卫和加藤高明的内阁中担任大臣，但如果仅因此就称其为“变节者”则未免过于偏颇。实际上，他曾致力于实现普通选举，也提出了所谓“经济性”军备论、东南亚进军论（“南方進出論”）、产业立国论等独自的政策理念。而为了实现这些目标，他抛开所属政党，干脆加入既成内阁似乎也是可以理解的举动。在明治时期的政界曾具有巨大影响力的山县有朋曾说，朝野的政治家中，没拜访过他家的只有头山满和犬养毅。举例来说，和犬养毅同样对藩阀政治抱有敌意的原敬却主动接近山县，以谋求自己势力擴張。然而，犬养则一心行自身之道，甘愿不辞辛苦地领导少数党。
犬养毅的另一个特点是说话尖锐犀利，容易伤人。这与犬养意志倔强、疾恶如仇的性格不无关系。好友古岛一雄眼见犬养总是因为失言而增加政敌，曾拜托他的夫人，要她在每次犬养离家前务必叮嘱他要谨慎发言。

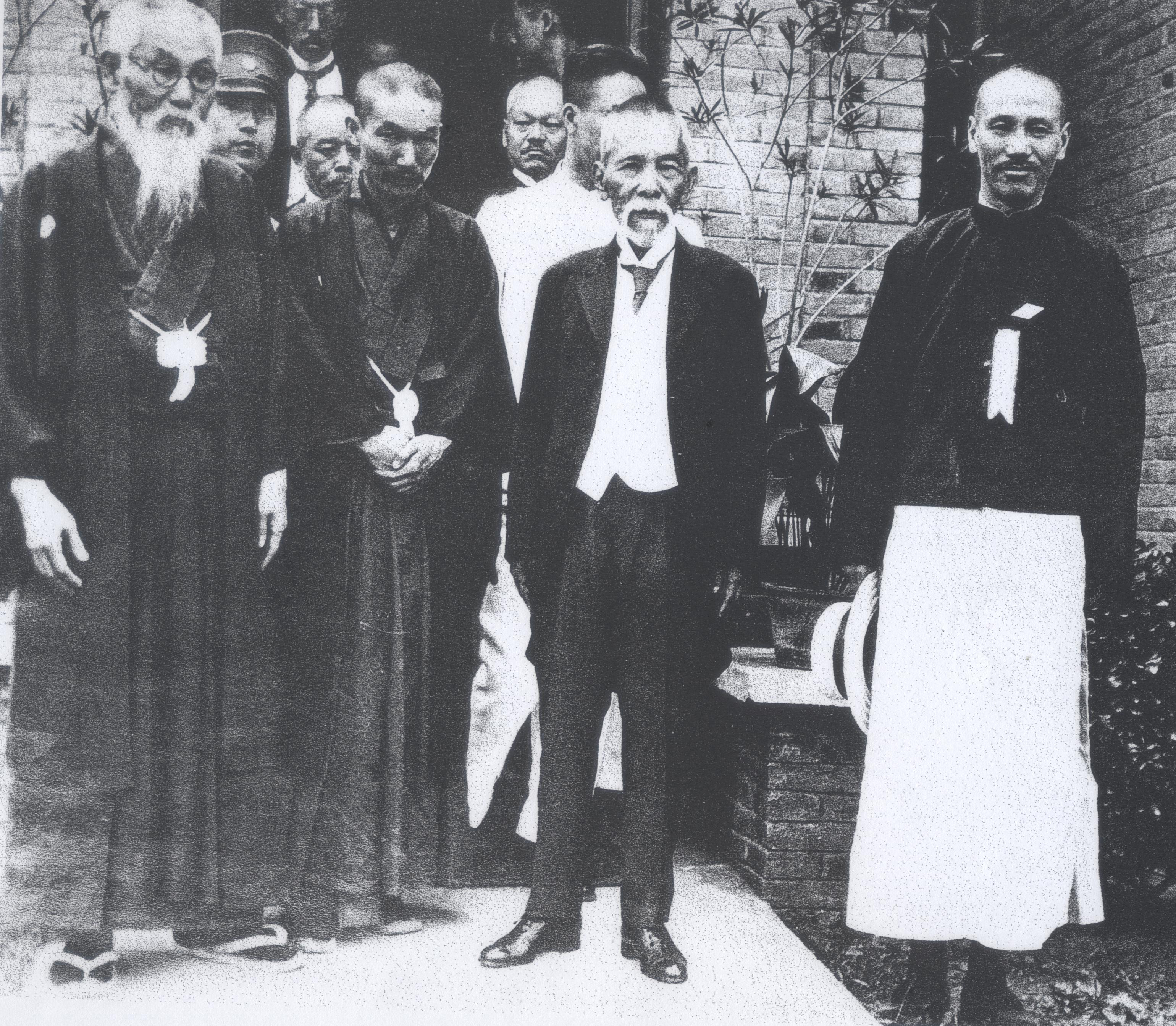
与头山满（左）和蒋介石（右）在一起，1929年

私生活上几乎是无欲无求，对“不重要”之事物并不放在心头。倘若用餐时端上来不喜欢的食物也决不抱怨，衣服则给何物穿何物。然而，遇到困难的人定会伸出援手：曾有一名在议会事务局工作的少年患了病，于是接其到自己家照顾，还给他安排了学校。对革命派的宫崎滔天等人也曾施以援手。后来在宮崎滔天的请求下，曾庇護過從中國來的孙文與蔣中正等人。宮崎滔天最早因为犬养与大隈重信关系密切而对他抱有警戒感，可后来在自家首次与之面会时，看到瘦瘦的犬养一手拿着烟草盆（一种兼具点烟和烟灰缸功能的器具）出现在自己面前、然后翘着二郎腿坐下、悠然地吸烟的样子，令他直觉上判断是自己喜欢的一类人。又据孙女、散文家安藤和津说，犬养十分讨女人喜欢。

## 偶成首相

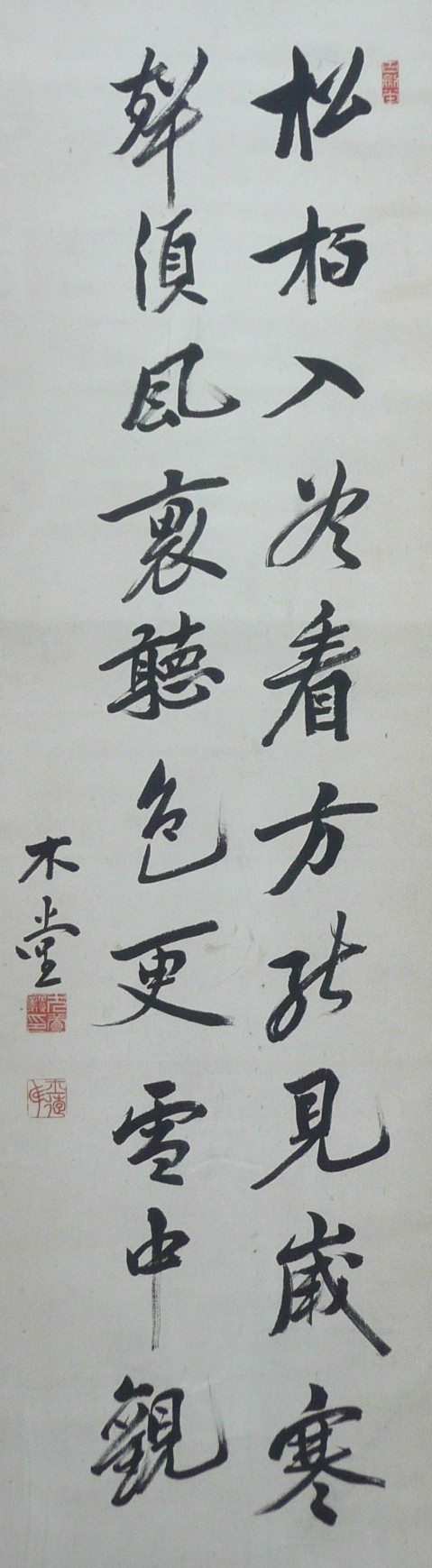
木堂手書：
松柏入冬看，方能見歲寒；
聲須風裏聽，色更雲中觀。──邵雍

犬养毅能成为首相有几个偶然因素。之前，犬养曾一度引退，寓居于富士見高原的山庄中。当时，他所率领的革新俱乐部在政坛每况愈下，在议会中的议席逢选举就减少，到1925年，不得不决意与政友会联合。其时，政友会党首为陆军军人出身的田中义一。对此，尾崎行雄十分愤怒，指责犬养屈服于藩阀势力，并表示要和他分道扬镳。后来，犬养从加藤内阁中辞去职务，并同时辞去议员一职，从政界引退。然而，对于他的引退，家乡岡山縣的选民无法接受。在没得到犬养同意的情况下，就把他推举为因其辞职而进行的补选的候选人。结果是犬养自己重新当选。后来，田中义一暴毙，铃木喜三郎和床次竹二郎等人围绕领导权问题展开激烈斗争，政友会几乎陷于分裂。会内中和派此时为调和矛盾，推犬养出马。犬养起初并不愿意，好不容易才被说服。1929年10月，犬养正式出任政友会总裁，首次成为大党党首。
另一个偶然因素是当时的对立政党、同时也是执政党的立宪民政党政权的瓦解。先是首相滨口雄幸在东京站遭到袭击，结果因伤决定辞去首相一职。若槻礼次郎再次组阁，可到了1931年因九一八事变爆发，内阁陷入激烈争执而被迫总辞职。就是在这样的执政党内阁出现困局的情况下，确立了将执政权让给第一大在野党的政治规则。同时，元老西园寺公望看到犬养有意通过与中国谈判解决九一八事变问题，便向当时的昭和天皇推荐他成为首相。这时犬养毅已经77岁，被当时的报纸以“昭和的（齐藤）实盛”来形容。齐藤实盛系源平合战时期的老将，曾将白发染黑战斗。
接到天皇组阁的命令后，犬养立即解散议会实施总选举。结果政友会议席数大幅提升。在获得民众的支持后，又起用高桥是清为大藏大臣，力图扭转经济上的不振。高桥断然实施黄金输出禁止令和兑换停止令，并采取积极财政政策以图转变。这样，日本的经济开始徐徐走上复苏之路。在对外干涉上，九一八事变的处理十分棘手。犬养毅拒绝了军部要求承认满洲国的指示，而是利用自己的管道与国民政府进行交涉。他的解决方案是承认中国对东北地区的形式领有权，但日本要在经济上实质性地支配东三省。犬养派他以前曾帮助过的记者萱野長知赴上海，担当与中国进行谈判的中间人。然而即便是这样的方案也遭到日本激进势力的大力反对。当时，任内阁书记官长者是对华强硬派森恪。他十分不滿犬养的温和姿态，并以辞职相要挟。犬养和中国进行的是秘密谈判，而正当谈判进入胶着期时却被森所察觉。据说，森当时曾把所得到的由萱野发给东京的电报撕碎。
另外，犬养也擔憂当时一些青年军官的做法。他寫信給陆军长老上原勇作，指出应该改变一下当时军队中的风气。又上奏天皇，提出将30人左右的问题军官免职。犬养曾透露其憂慮予芳泽谦吉（时任外相）和森恪。而后者直接報此事与军部。军部因此十分憤怒犬养干涉军队的做法。曾有人问犬养为何让森恪任书记官长。犬养说“放着不管太危险，干脆搁在手边好了”。从上述事件来看，犬养的判断未免过于天真。

## 遇刺身亡

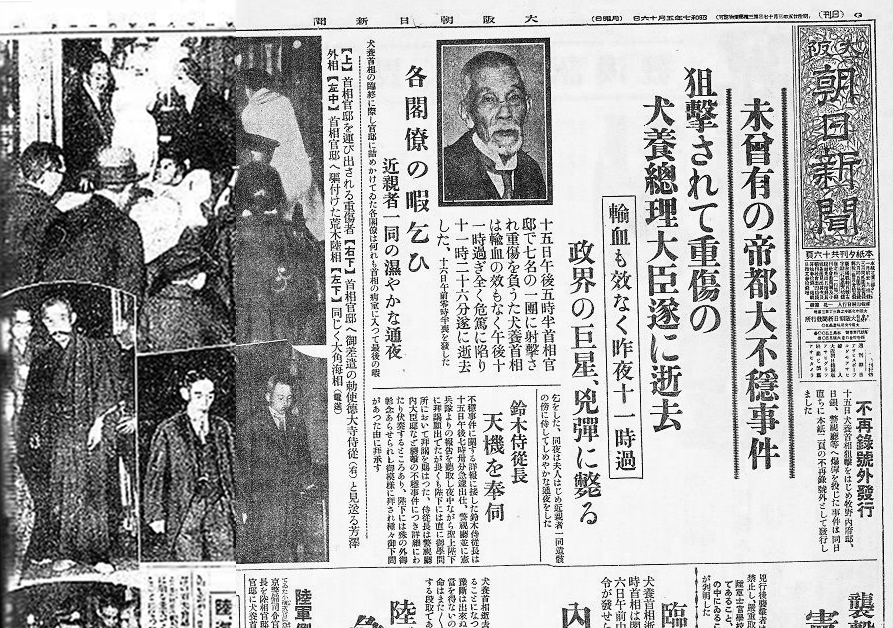
报道五一五事件的《大阪朝日新闻》

1932年5月15日，犬养独自一人待在首相官邸，一名医生来为他体检。此时犬养的妻子、秘书、护卫均已外出，家中只有几名侍女。体检结果显示身体并没有任何大病，犬养对医生戏谑地说：“全身查遍了都没有毛病，兴许还能再活个100年吧”。傍晚5点半左右，十余名海军青年将校和陆军士官候补生强行冲入官邸。犬养毫不慌张，将众人请至接待室，不久后接待室中便传出“开枪！”的叫喊声，随后便是一阵枪声。
据传在青年将校们举枪对准犬养时，犬养却毫不慌张，冷静地说道：“坐下来，谈一谈就明白了”，但领头的青年将校只冷淡地对他说：“无话可说，开枪！”，随即开枪。犬养毅身中三弹，瘫倒在地。凶手们认为这些创伤已经足以将这位老人致命，于是便扬长而去。听到枪声的侍女们赶到接待室时，犬养的鼻子正在流血，但精神依旧保持着清醒，还说：“把刚才开枪打我的人带回来，我还想和他们好好谈一谈”。犬养随后便被送往医院治疗，但他的伤势却开始恶化，当晚10时左右开始不断吐血。此时他依然还在鼓励周围的人：“这些只是积在胃里的血，不用担心”。但他的伤势并没能因此被挽回，最终于5月15日当晚11点26分停止了呼吸，时年77岁。此事件被后世称呼为五一五事件。
事件发生后，指控内阁书记长官森恪是幕後黑手的传言不绝于耳。据众议院议员古岛一雄的法庭证词，当时赶到首相官邸的森恪样子十分古怪。而且，森对犬养的政策持有反感态度，时常监视其行动并通报给军部的行动也是事实。但由于到最后也没弄清楚杀手是如何知道犬养的住所，森恪的共谋说始终未能被证实。但也有人认为，一来没有确凿的证据，二来森和犬养从年轻时就比较亲近，不应该是其所为。
5月19日于官邸大厅举行了隆重的葬礼。参加仪式者众多，其中还包括当时正在日本访问的著名喜剧电影演员查理·卓别林，据说卓别林原是暗杀对象之一，但因与犬养毅之子犬養健前去观看相扑而逃过一劫。犬养毅的遗骨后葬于位于东京港区的青山靈園墓地。

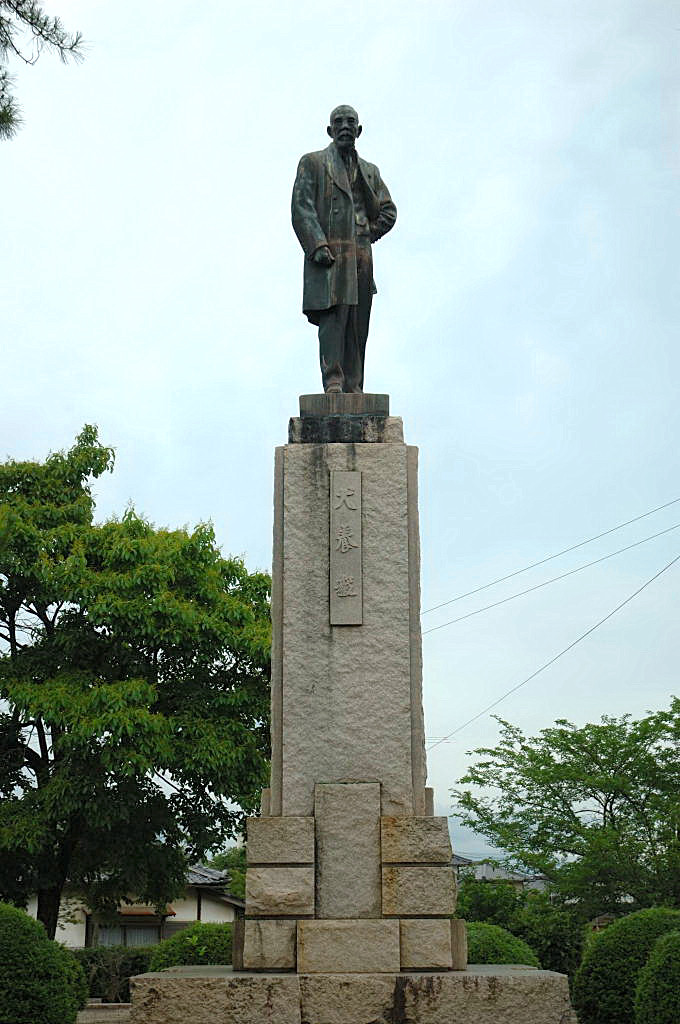
位於吉備津神社的銅像

## 死后
五一五事件的凶手虽在后来经军法会议审判，也只是以轻微的刑罚被处理来了事。数年以后，全员蒙恩獲得赦释，转眼间就分别在满洲和华北任要职。即使枪杀现任首相也未能以死刑论处，此使得五一五事件有可能成为二二六事件的一个远因。据当时海军方面的军法会议的判决长说，“给予死刑，似乎是当作殉教者处理，此不太好”。
事件以后，日本的政治家十分恐懼恐怖行径，引起了一阵不批评、不反对军方的风潮。报社大量刊登亲军方的报导，政治家们纷纷暗地里购买私宅，就连当时的无产阶级政党都舉起了“建立人民和军队的统一战线，打倒万恶的资产阶级”的标语。而昭和天皇又受随后的二二六事件影响，开始自觉不刺激军方。侵华日军中，虽然石原莞爾等人不想进一步扩大侵略，但无人聲援此一主張。在犬養毅死後的幾年中，日本軍方勢力逐步控制日本政局，走上了全面侵略和对外扩张的道路。